# Clepsis consimilana
Clepsis consimilana es una especie de polilla del género Clepsis, categorizada en la tribu Archipini, de la subfamilia Tortricinae.

## Distribución
Se distribuye por Bélgica, Portugal, Francia, Italia y el norte de África.

## Taxonomía
Fue descrita por Hubner en 1814 y publicada en (Tortrix), Samml. Eur. Schmett. 7: pl. 38, fig. 239.